# Kilian Baumann
Pour les articles homonymes, voir Baumann.
Kilian Baumann, né le 14 décembre 1980 à Berne (originaire de Wileroltigen), est une personnalité politique suisse, membre des Verts.
Il est député du canton de Berne au Conseil national depuis fin 2019.

## Biographie
Kilian Baumann naît le 14 décembre 1980 à Berne. Originaire d'une autre commune du canton de Berne, Wileroltigen, il est le fils de Stephanie Baumann, conseillère nationale socialiste de 1994 à 2003 et de Ruedi Baumann, conseiller national écologiste de 1991 à 2003. Il a un frère aîné, le cinéaste Simon Baumann (de).
Après son école agricole à Zollikofen, il reprend à 20 ans la ferme familiale, exploitée en agriculture biologique, au départ de ses parents pour la France.
Il est père de trois enfants et habite avec sa partenaire, Bettina Roder, enseignante à Brügg, à Suberg (localité de Grossaffoltern), dans la ferme familiale.

## Parcours politique
Il est membre du Grand Conseil du canton de Berne du 1er juin 2014 au 8 novembre 2019. Il y siège à la Commission de justice et à la Commission des infrastructures et de l'aménagement du territoire.
Il est élu au Conseil national lors des élections fédérales de 2019. Siégeant à la Commission de l'économie et des redevances (CER), il est le seul élu agriculteur du groupe des Verts de la 51e législature. Il est réélu en octobre 2023, avec le meilleur score de son parti.
Il est président de l'Association des petits paysans depuis avril 2021.